# Премія SASTRA Ramanujan
Премія SASTRA Рамануджана (англ. SASTRA Ramanujan Prize), заснована Shanmugha Arts, Science, Technology & Research Academy (SASTRA) університетом в місті Кумбаконам, Індія, рідному місті математика Шрініваса Рамануджана, щороку вручають молодим математикам, що зробили видатну роботу в областях, які досліджував Рамануджан. Граничний вік для премії був встановлений у 32 роки (вік, у якому Рамануджан помер). Нинішня нагорода $10,000.

## Переможці
| Рік  | Назва                                 | Університет                                                               |
| ---- | ------------------------------------- | ------------------------------------------------------------------------- |
| 2005 | Манджул Бхаргава Каннан Soundararajan | Прінстонський університет Університет штату Мічиган                       |
| 2006 | Теренс Тао                            | Каліфорнійський університет у Лос-Анджелесі                               |
| 2007 | Бен Грін                              | Кембриджський університет                                                 |
| 2008 | Акшай Венкатеш                        | Стенфордський університет                                                 |
| 2009 | Катрін Брінгман                       | Університет Кельна, Університет Міннесоти                                 |
| 2010 | Чжан Вей                              | Гарвардський університет                                                  |
| 2011 | Роман Головинський                    | Університет Штату Огайо                                                   |
| 2012 | Живей Юн                              | Стенфордський університет                                                 |
| 2013 | Петер Шольце                          | Боннський університет                                                     |
| 2014 | Джеймс Мейнард                        | Оксфордського університету, Англія, і Університет Монреаля, Канада        |
| 2015 | Яків Цимерман                         | Університет Торонто, Канада                                               |
| 2016 | Кайса Матомакі Максим Радзивіл        | Університет Турку, Фінляндія; Університет Макгілла та Університет Рутгерс |
| 2017 | Марина Вязовська                      | Політехнічна школа Лозанни, Швейцарія                                     |

## Зовнішні посилання
- Премія САСТРА Рамануджана